# Універсальна множина
Універсальна множина (універсум)  — в теорії множин така множина U, для якої перетин цієї множини з будь-якою множиною X збігається з цією множиною X. Універсальна множина єдина.
Формально: U — універсальна множина ⇔ ∀X: X∩U=X.
Таким чином, будь-яка множина X повністю міститься в універсальній множині U. Виходячи з цього можна дати таке визначення універсальної множини: якщо в рамках деякої задачі розглядаються тільки підмножини деякої фіксованої множини U, то сама ця множина U називається універсальною множиною.
Не слід плутати поняття універсальної множини з поняттям множини всіх множин в наївній теорії множин (див. Парадокс Расселла). Існування такої множини всіх множин забороняється аксіоматичною теорією множин.
В алгебрі множин універсальна множина є одиничним елементом.
Також для будь-якої множини X справедливо: X∪U=U.

## Властивості універсальної множини
- Будь-який об'єкт, якою б не була його природа є елементом універсальної множини.
{\displaystyle \forall a\colon a\in U}
- Зокрема, універсальна множина містить як один з елементів сама себе.
{\displaystyle U\in U}
- Будь-яка множина є підмножиною універсальної множини.
{\displaystyle \forall A\colon A\subseteq U}
- Зокрема, універсальна множина є власною підмножиною.
{\displaystyle U\subseteq U}
- Об'єднання універсальної множини з будь-якою іншою множиною дорівнює універсальній множині.
{\displaystyle \forall A\colon U\cup A=U}
- Зокрема, об'єднання універсальної множини із собою дорівнює універсальній множині.
{\displaystyle U\cup U=U}
- Перетин універсальної множини з іншою множиною дорівнює множині, що перетинається з універсальною.
{\displaystyle \forall A\colon U\cap A=A}
- Зокрема, перетин універсальної множини із собою дорівнює універсальній множині.
{\displaystyle U\cap U=U}
- Виключення універсальної множини з будь-якої іншої множини дорівнює порожній множині.
{\displaystyle \forall A\colon A\setminus U=\varnothing }
- Зокрема, виключення універсальної множини із самої себе дорівнює порожній множині.
{\displaystyle U\setminus U=\varnothing }
- Виключення будь-якої множини з універсальної множини дорівнює доповненню цієї множини.
{\displaystyle \forall A\colon U\setminus A={\overline {A}}}
- Доповненням універсальної множини є порожня множина.
{\displaystyle {\overline {U}}=\varnothing }
- Симетрична різниця універсальної множини з будь-якою множиною дорівнює доповненню останної множини.
{\displaystyle \forall A\colon U\triangle A={\overline {A}}}
- Зокрема, симетрична різниця універсальної множини із собою дорівнює порожній множині.
{\displaystyle U\triangle U=\varnothing }